# Кривава робота
Кривава робота (англ. Bloodwork) — американський фільм жахів 2012 року.

## Сюжет
Студенти Грег і Роб вирішують взяти участь в фармацевтичних випробуваннях нових ліків проти алергії, щоб підзаробити під час весняних канікул. Проте незабаром вони виявляють, що їх двотижневе перебування в клініці не буде настільки легким, як вони спочатку думали, і що доведеться боротися, щоб врятуватися.

## У ролях
| Актор            | Роль           |
| ---------------- | -------------- |
| Тревіс Ван Вінкл | Грег           |
| Тріція Гелфер    | доктор Вілкокс |
| Стівен Богарт    | Іра            |
| Джон Брегар      | Роб Джеффріс   |
| Альберт Чунг     | Зуй            |
| Тамара Фельдман  | Ліннея         |
| Анна Фергюсон    | Меггі          |
| Янна МакІнтош    | Патриція       |
| Мірчі Монро      | Стейсі         |
| Джо Пінг         | Аарон          |
| Джеймс Перселл   | Тейлор         |
| Ерік Робертс     |                |
| Васант Саранга   | Бінал          |
| Рік Янг          | Найджел Дентон |